# Kaplica św. Wawrzyńca na Śnieżce

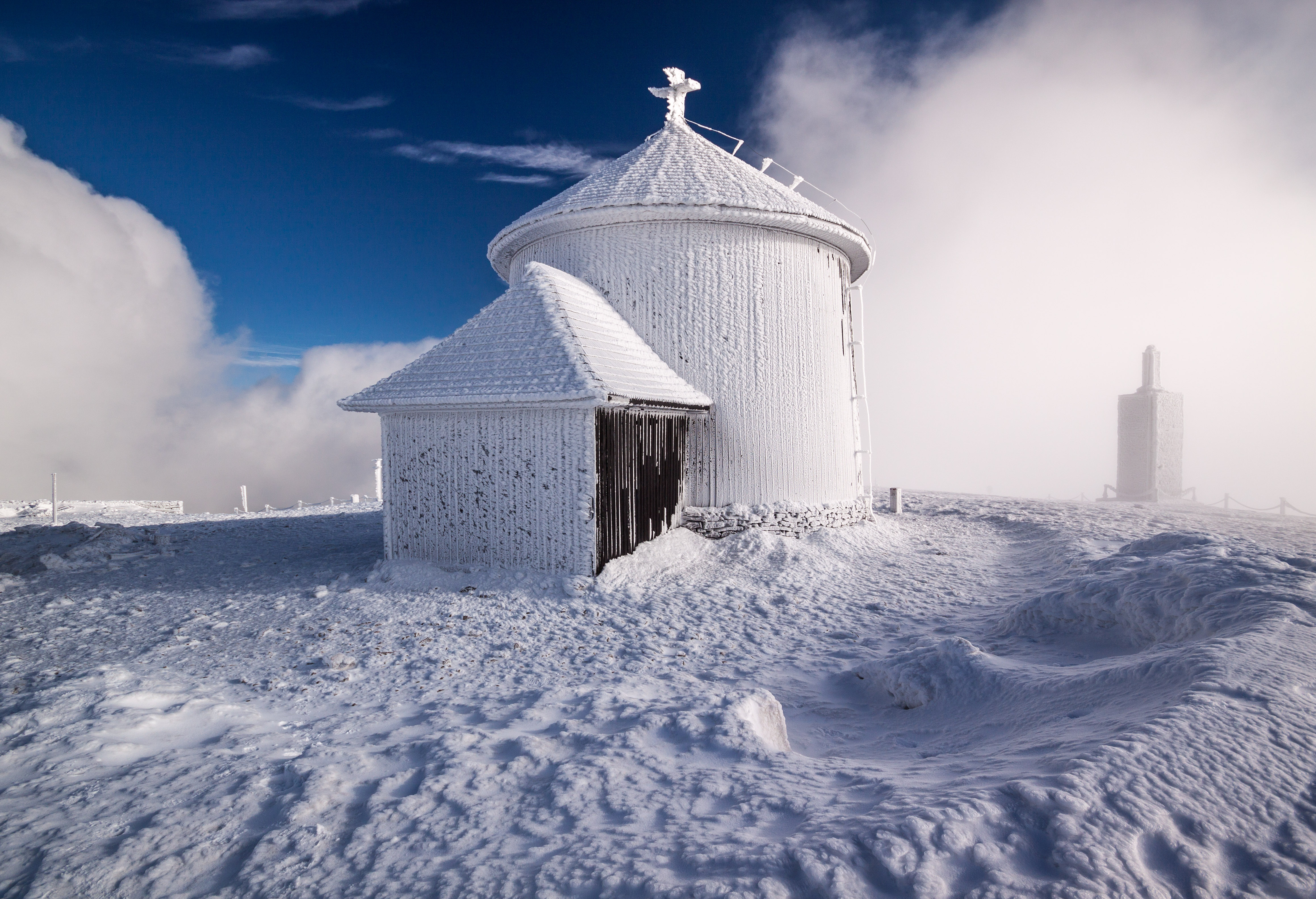
Kaplica św. Wawrzyńca zimą

Kaplica św. Wawrzyńca na Śnieżce (czes. Kaple Sv. Vavřince, niem. Laurentius Kapelle) – zabytkowa kaplica na Śnieżce koło Karpacza w województwie dolnośląskim, w powiecie karkonoskim, wpisana do rejestru pod pozycją A/1366/494 z dn. 11 grudnia 1958 roku.

## Położenie
Znajduje się w południowo-zachodniej Polsce, we wschodniej części Karkonoszy na szczycie Śnieżki – najwyższym wzniesieniu Sudetów, około 5,3 km na południowy zachód od centrum Karpacza.

## Charakterystyka
Kaplica św. Wawrzyńca na Śnieżce jest najwyżej położonym zabytkiem sztuki barokowej w Polsce i czynnym obiektem sakralnym. Co roku w dniu św. Wawrzyńca, 10 sierpnia, odbywa się tu uroczysta msza.
Budowla jest typu rotundowego o wysokości 14 m zbudowana na planie koła o średnicy ok. 7 m z dostawionym kwadratowym przedsionkiem. Wnętrze sklepione spłaszczoną kopułą pokryte malowidłami z lat osiemdziesiątych XIX wieku. Kaplica zbudowana w stylu barokowym z kamienia łamanego, posadowiona na kamiennym fundamencie. Całość oszalowana deskami w ułożeniu pionowym, które zastąpiły pierwotny gont. Na zewnątrz rotunda zwieńczona jest namiotowym stożkowym dachem pokrytym gontem. Prostokątna przybudówka ułożona prostopadle do osi kaplicy, zwieńczona stożkowym dachem krytym gontem. Okna owalne, od dołu ścięte, wypełnione współczesnym szkłem witrażowym. Wyposażenie kaplicy jest bardzo skromne, zawiera tylko ołtarz oraz figury Matki Bożej, św. Wawrzyńca i św. Wojciecha. W przedsionku na murze znajdują się tablice pamiątkowe oraz epitafium z 1828 roku Jana Pieniążka-Odrowąża, który prawdopodobnie utonął w bagnach pod Śnieżką.

## Historia
Kaplica została ufundowana przez hrabiego Christofa Leopolda von Schaffgotscha jako wotum za zwrot dóbr cieplickich skonfiskowanych jego ojcu. Ponadto miała ona potwierdzać jego prawa do Śnieżki, które kwestionował hrabia Czernin. Budowę kaplicy św. Wawrzyńca na szczycie Śnieżki rozpoczęto w roku 1665. Pracami budowlanymi kierował Bartłomiej Nantwig z Gryfowa Śląskiego. Przy zakładaniu fundamentów osunięto 4,5 m warstwę rumowiska i zwietrzeliny kamiennej, aby dostać się do skalnej calizny. Pomimo licznych przeciwności budowę ukończono w 1681 r., a ołtarz do kaplicy przewieziony został z Krzeszowa. Kaplica została poświęcona uroczyście 10 sierpnia w dzień św. Wawrzyńca w roku 1681 przez opata klasztoru w Krzeszowie Bernarda Rosę, któremu asystowało 10 duchownych i ponad 100 wiernych. Od tego czasu prowadzono tutaj regularnie nabożeństwa do 1810. Kaplica pw. Św. Wawrzyńca na Śnieżce była pierwszym kościołem filialnym Miłkowa, o czym nadmieniono w roku 1687 w protokole wizytacyjnym. Cystersi sprawowali opiekę nad kaplicą do 1810, do czasu kasacji zakonu. Wówczas kaplicę sekularyzowano.
Kaplicę wielokrotnie nawiedzały klęski: w 1754 na skutek uderzenia pioruna zniszczone zostało pokrycie dachowe, w 1755 wilgoć uszkodziła obraz Najświętszej Marii Panny, a w roku 1771 uderzenie pioruna spowodowało poważne pęknięcie muru z jednej strony kaplicy, uszkodzona została też figura św. Wawrzyńca. W latach 1778–1779 Śnieżka była miejscem wielu wojskowych potyczek, które przyniosły zupełne zniszczenie kaplicy. W 1812 okradzione zostało wnętrze kaplicy.
W latach 1810–1850 budowla straciła charakter sakralny, w tym okresie barokowy ołtarz z rzeźbą św. Wawrzyńca oraz część wyposażenia przeniesiono do kaplicy św. Anny w Sosnówce. Budynek kaplicy zaczął pełnić rolę schronu dla turystów. Siebenhaar w 1823 niszczejącą budowlę wyremontował i uruchomił w niej schronisko turystyczne.

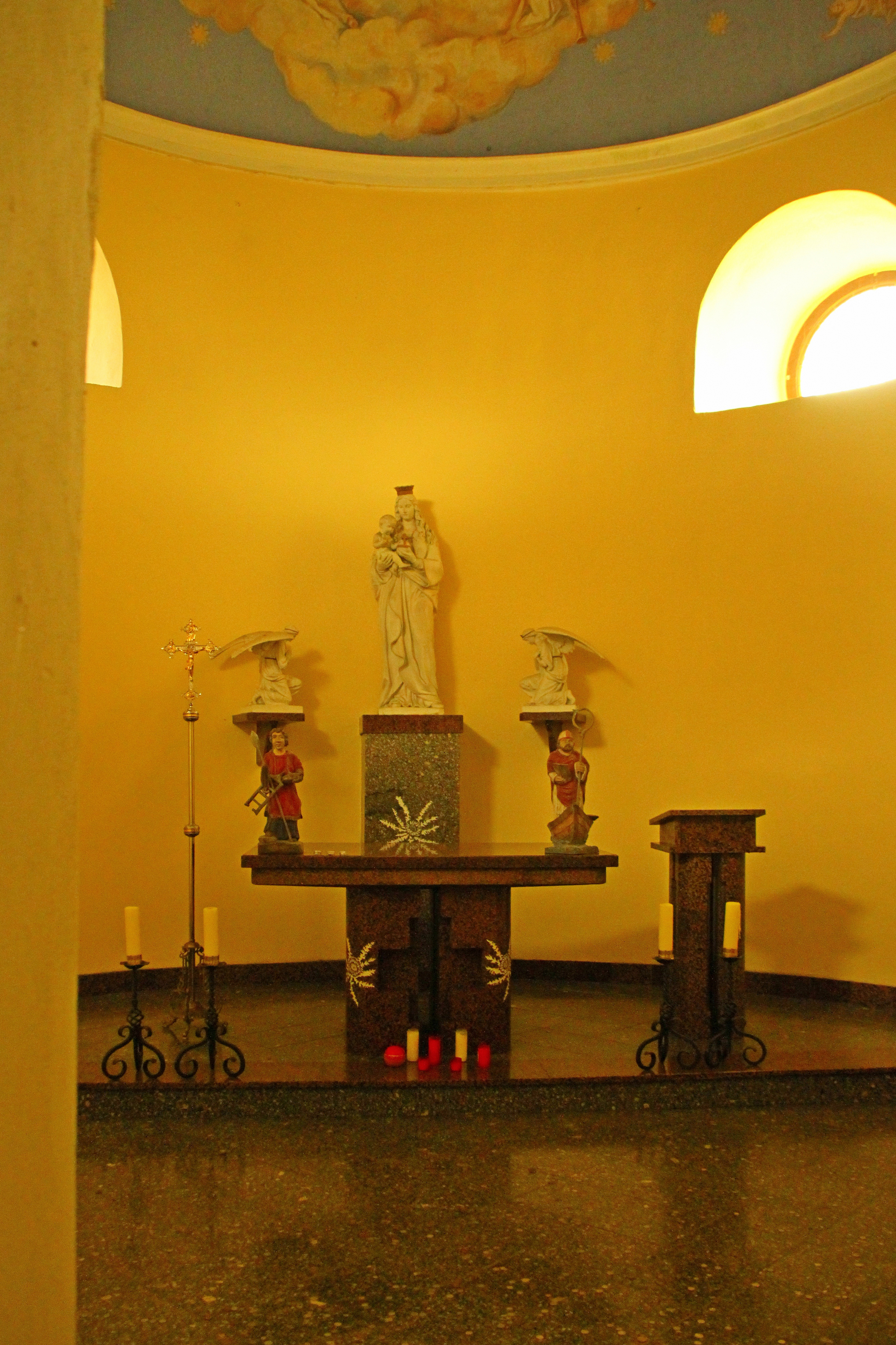
Wnętrze kaplicy

W 1850 Friedrich Sommer wyremontował kaplicę, przywracając jej charakter sakralny. Powtórnego poświęcenia dokonał w roku 1850 biskup wrocławski Heinrich Förster. Powrócono też do regularnego odprawiania w niej nabożeństw. W roku 1981 z okazji 300–lecia kaplicy na szczycie Śnieżki, Jerzy Pokój z Zarządu Koła Przewodników Sudeckich przedstawił wniosek o ustanowienie 10 sierpnia dniem odpustu ku czci św. Wawrzyńca i świętem przewodników sudeckich. W roku 2000 kaplicę gruntownie wyremontowano. Wykonano nową posadzkę i ołtarz z granitu, który w roku 2001 konsekrował pierwszy biskup legnicki Tadeusz Rybak.
Kaplicę św. Wawrzyńca po raz ostatni przebudowano w połowie XIX wieku. Wygląd budowli przez ponad 300 lat nie uległ większej zmianie.

## Otoczenie
W sąsiedztwie kaplicy znajduje się budynek Wysokogórskiego Obserwatorium Meteorologicznego IMGW z barem (charakterystyczne „dyski”) z 1974 oraz najwyżej położona poczta w Czechach. Dawniej znajdowały się również schroniska turystyczne, po obu stronach granicy.